# Rasmus Nielsen (biolog)
 For alternative betydninger, se Rasmus Nielsen. (Se også artikler, som begynder med Rasmus Nielsen)
Rasmus Nielsen (født 27. januar 1970) er en dansk biolog og professor på Biologisk Institut, Københavns Universitet og Department of Integrative Biology ved University of California, Berkeley. Hans forskning fokuserer på statistisk genetik og computer genomforskning. Meget af hans forskning fokuserer på molekylærmekanismer i evolution. I 2010 fandt hans forskningsgruppe en variant af EPAS1-genet, der gør at tibetanere kan lave i store højder. Hans forskning har også identificeret en en udvikling i inuitters gener, der gør det muligt for dem at omsætte fedtsyreer.
I 2007 modtog han EliteForsk-prisen, der uddeles årligt af Uddannelses- og Forskningsministeriet til forskere under 45 år. I 2020 modtog han Villum Kann Rasmussens Årslegat til Teknisk og Naturvidenskabelig Forskning.